# 雷曼 (游戏)
《雷曼》是一款由Ludimedia制作、育碧在雅达利Jaguar和PlayStation发行的横向卷轴游戏。本游戏是雷曼系列首作。
玩家控制雷曼。它需要在六个世界中前行。

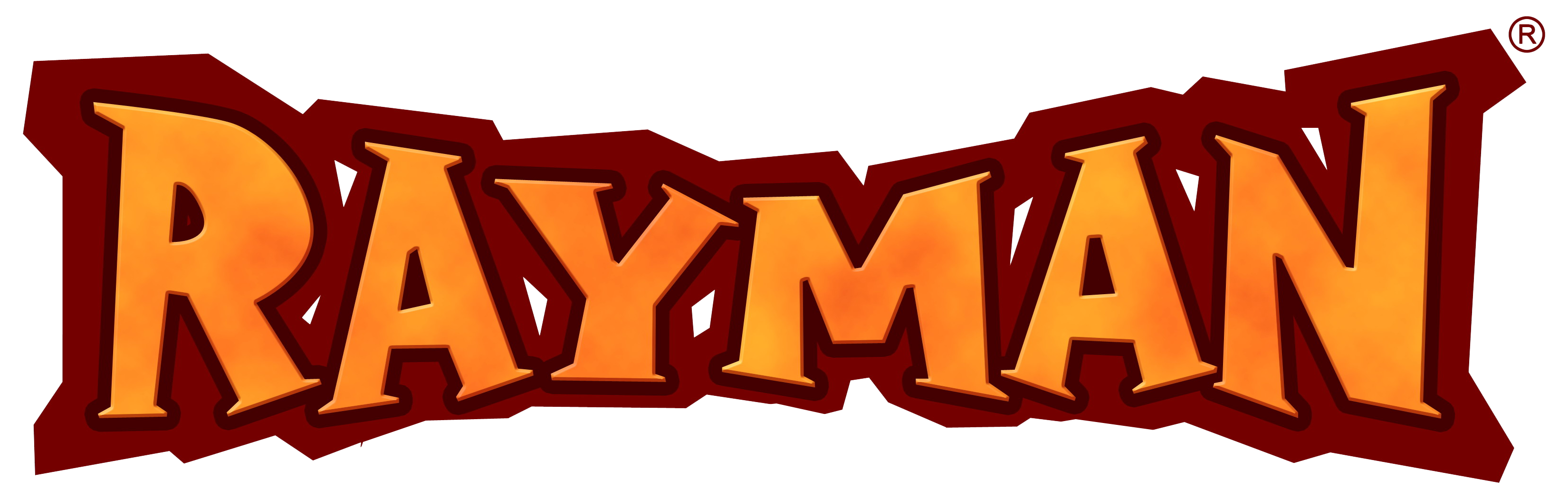
雷曼（Rayman）正传的第四作：雷曼起源的logo

本游戏收到正面评价。GameRankings给予本游戏PlayStation版75%的分数。
(JAG) 8/10